# 토호롯
미쉬나에 나오는 쎄데르 토호롯은 ‘정결함’과 ‘부정함’을 구분하고 그에 따라 적절히 대처하는 방법을 다루는 ‘정결법’을 주제로 삼고 있다. 유대교 공동체 구성원들에게 정결법이 어떤 기능을 하였는지 연구하는 현대 학자들은 정결법이 고대인이 세상을 이해하는 한 방법이었으리라 짐작한다.
쎄데르 토호롯에는 마쎄켓이 모두 12개가 있다.
1. 켈림(כלים): 다양한 그릇과 도구의 정결함과 부정함에 관련된 규칙들을 다룬다.
2. 오홀롯(אהלות): 사체가 사람과 물건을 부정하게 만드는 현상에 관해 논의하는데, 특히 사체가 다른 사람이나 물건을 덮어서 가리거나 그 반대인 경우 부정이 전이되는 일을 다룬다.
3. 네가임(נגעים): 피부병 관련 규정에 관해 논의한다.
4. 파라(פרה): 붉은 소를 태워서 정결례에 사용하는 재를 만드는 일을 다룬다.
5. 토호롯(טהרות): 다양한 정결법 규정들을 논의하는데, 특히 음식 관련 정결법을 다룬다.
6. 미크바옷(מקוואות): 정결례식장과 관련된 규정을 논의한다.
7. 닛다(נידה): 월경 중이거나 출산한 여인들에 관련된 규정을 다룬다.
8. 마크쉬린(מכשירין): 음식을 부정하게 만드는 액체에 관련된 규정을 논의한다.
9. 자빔(זבים): 유출이 있는 자에 관련된 규정을 다룬다.
10. 테불-욤(טבול יום): 어떤 사람이 정결례식장에서 몸을 물에 담그었지만 저녁까지 부정한 경우들을 논의한다.
11. 야다임(ידיים): 손과 관련된 정결함과 부정함을 다룬다.
12. 우크찜(עוקצים): 음식 특히 열매와 그 열매가 달린 줄기와 관련된 정결법을 논의한다.

정결법과 관련된 주요 내용을 요약하면 다음과 같다.

## 부정의 정도
‘부정(טמאה, 툼아)’은 사람이나 도구, 옷, 음식, 음료수 등에 영향을 미치는 겉으로 드러나지 않는 제의적인 오염을 가리킨다. 여기서 부정은 특정한 통로를 통해서 다른 사람이나 물체에 그 영향을 전이시킬 수 있다는 성격이 매우 중요하며, 이렇게 다른 대상을 오염시키는 존재를 ‘부정의 아버지(אב הטמאה, 아브 핫툼아)’라고 불렀다. 부정해졌지만 다른 대상에게 부정을 전이시키지 않는 존재는 ‘부정의 자식(ולד הטמאה, 발라드 핫툼아)’라고 부르며, 정도에 따라 1-4차까지 감염될 수 있다. 이렇게 부정의 요인이 되는 존재들을 정도의 차이대로 나열하면 다음과 같으며, 부정이 다른 대상에게 전이되면 한 단계 낮은 상태가 되는 것이 원칙이다.
| 1 | 부정의 아버지의 아버지(아비 아봇 핫툼아) |                           |
| 2 | 부정의 아버지(아브 핫툼아)               |                           |
| 3 | 부정의 자식(발라드 핫툼아)               | 1차 감염자(리숀 레툼아)   |
| 4 |                                          | 2차 감염자(쉐니 레툼아)   |
| 5 |                                          | 3차 감염자(쉘리쉬 레툼아) |
| 6 |                                          | 4차 감염자(레비이 레툼아) |

## 부정을 전이시키는 요인들
쎄데르 토호롯에서 다루는 주제들 중에서 다른 사람이나 사물을 부정하게 만드는 가장 중요한 부정의 요인들은 다음과 같다.

### 사체(מת, 메트)
인간의 시체는 부정의 아버지의 아버지이다. 시체와 접촉한 사람은 부정의 아버지가 된다. 이런 상태를 또 사체의 부정(טמא מת, 테메 메트)이라고 부르기도 한다.
토기 그릇이나 도구, 음식, 음료수가 시체와 접촉하면 부정의 자식(1차 감염자)이 된다. 이런 물건들은 그 자체로 부정의 아버지가 될 수 없기 때문이다(바벨 탈무드, 에루빈 104b; 훌린 121a).
사체의 부정이 전이되면 사람은 부정의 아버지이므로 이레 동안 부정하며, 물건은 부정의 자식이므로 해질녁까지 부정하다.

### 기는 것(שרץ, 쉐레츠)
땅에 붙어서 기거나 기는 것처럼 보이는 동물이나 곤충들, 다리가 없거나 없는 것처럼 보이는 파충류 설치류 양서류 연체동물 등을 포함한다.
이런 동물 자체가 부정을 전이시키지는 않지만, 기는 것들의 사체는 부정을 전이시킨다.
레위기에서 언급하는 기는 것 8가지는 두더지(족제비), 쥐, 큰 도마뱀 종류(두꺼비), 도마뱀붙이(고슴도치), 육지 악어(특정한 도마뱀 종류), 도마뱀, 사막 도마뱀(달팽이), 카멜레온(두더지)이며, 부정하여 먹을 수 없고 그 사체를 만지면 저녁까지 부정하다(레위기 11:29-31). 기는 것들을 부르는 고대 히브리어 낱말을 정확하게 이해하지 못하여 몇 가지 다른 해석 가능성이 있다.
기는 것의 사체는 접촉을 통해 사람과 그릇과 음식과 음료수에 부정을 전이시키지만, 옮기는 것만으로는 부정해지지 않는다.

### 죽은 채 발견된 것(נבלה, 네벨라)
죽은 동물의 사체를 가리키는 말로 그 동물이 가축이거나 짐승이거나 가리지 않고 정결한 동물이거나 부정한 동물이어도 상관없다. 정결법에 따라 도살하지 않은 모든 동물의 사체도 여기에 해당한다.
죽은 채 발견된 것은 부정의 아버지이며, 직접 접촉하거나 옮기기만 해도 부정이 전이된다.

### 정결하게 하는 물(מי חטאת, 메 하타앗)
붉은 암송아지를 태운 재로 만든 물로(민수기 19:1-10), 시체의 부정에 감염된 사람에게 뿌린다.
이 물은 부정한 사람을 정결하게 만들지만, 이 물을 만드는 과정에 참여한 사람은 간여한 사람은 부정하며 적절한 정결례를 행해야 한다.

### 붉은 암송아지와 아자제르의 염소
정결하게 하는 물을 만들기 위해서 붉은 암송아지를 도살하여 태우는 사람은 부정하다(민수기 19:6, 8).
속죄일에 바친 제물 중 아자제르의 염소를 끌고 광야로 나가는 자는 부정하다(레위기 16:8-10, 21-22, 26).
그 외에도 정결제물로 드린 소나 염소를 진영 밖에서 태워 드리는 자는 부정하다(레위기 16:27-28).

### 정액(שכבת זרע, 쉬크밧 제라)
9세 이상인 유대인 남자에게서 유출된 정액은 직접 접촉하는 사람과 그릇, 음식, 음료수를 부정하게 만든다(레위기 15:16-18; 22:4).
설정한 사람(בעל קרי, 바알 케리)은 부정의 아버지가 아니며 1차 감영자로 분류된다.

### 유출병자(זב, 자브)
비정상적으로 체액이 유출되는 상태를 경험한 사람이며(레위기 15:1-18), 랍비들은 주로 생식기에 병이 들어서 유출되는 체액을 언급한다.
일회적으로 체액이 유출되면 그 사람은 1차 감염자로 취급되며, 유출액은 직접 접촉했을 때만 부정을 전이시킨다. 그러나 유출이 반복되면 유출병자(자브)가 되며, 세번 이상 반복되면 ‘완전한 유출병자’로 확정된다(זב גמור, 자브 가무르).
유출병자는 부정의 아버지이며 직접 접촉하는 사람과 그릇, 음식을 부정하게 만들고, 그를 들어 옮기는 사람에게, 그가 드는 사람이나 물건에게도 부정이 전이된다. 유출병자 때문에 부정해진 대상은 1차 감염자가 된다.
유출병자가 앉거나 누웠던 자리도 부정해지는데, 이 때 부정해진 대상은 부정의 아버지가 된다.
유출액 자체도 부정의 아버지이며 접촉하거나 옮기면 감염될 수 있다. 유출병 환자의 침이나 가래도 부정의 아버지이다.
이레 동안 유출이 없으면 정결례를 행하고 정결해진다(레위기 15:13).
정상적인 월경 기간인 이레가 지나서도 유출이 있는 여성은 역시 유출병자(זבה, 자바)가 된다. 열하루를 지나서 계속 유출이 있는지 조사하여 없으면 정결하지만 다시 유출이 있으면 ‘작은 유출병자(זבה קטנה, 자바 케타나)’가 된다. 그 후에도 사흘 동안 계속 유출이 있으면 ‘큰 유출병자(זבה גדולה, 자바 게돌라)’가 된다. 큰 유출병자는 다시 이레의 유출 기간을 지내고, 다시 검사를 받는다.

### 월경하는 여성(נדה, 닛다)
월경하는 여성은 이레 동안 부정하다(레위기 15:19-24). 월경하는 여성은 부정의 아버지이며 유출병 환자와 마찬가지로 직접 접촉, 옮기기, 들리기, 앉거나 눕기를 통해 부정을 전이시킨다.
월경의 피도 부정의 아버지이며 직접 접촉하거나 옮기면 부정을 전이시킨다.
월경하는 여성과 성관계를 가질 수 없으며, 모르고 죄를 저지르면 정결제물을 바쳐야 한다(레위기 18:19; 20:18). 월경하는 여성과 성관계를 한 남성은 부정의 아버지이며 월경하는 여성과 마찬가지 방법으로 부정을 전이시킨다.
월경하는 기간 이레가 지나고 더 이상 유출이 없으면 정결례장에서 씻고 정결해진다.

### 아이를 낳은 여성(יולדת, 욜레뎃)
아이를 낳은 여성은 아들을 낳았으며 이레 딸을 낳았으면 두 이레 동안 부정하며(레위기 12:1-8), 월경하는 여성과 같은 상태가 된다.
부정한 기간이 지나면 정결레장에서 씻고 정결해진다.
아이를 낳은 후 아들이면 33일 딸이면 66일 안에 유출이 있어도 그 여성은 부정하지 않다(יושבת על דם טהור, 요쉐벳 알 담 타호르).

### 피부병자(מצורע, 메쪼라)
피부 색깔이 변하는 일종의 피부병(צרעת, 짜라앗)에 걸린 사람은 부정하며(레위기 13:-46), 부정의 아버지가 된다.
피부병 진단은 제사장이 내리며, 피부병 확진을 받으면 확정된 피부병자(מצרע מוחלט, 메쪼라 무흘랏)가 되어 격리해야 한다(מצרע מוסגר, 메쪼라 무스가르).
피부병자는 다른 사람과 그릇과 음식과 음료수에 직접 접촉하거나 옮기기, 앉거나 눕기를 통해 부정을 전이시킨다. 피부병 환자와 같은 공간에 있는 사람이나 그릇도 부정하다.
피부병에서 회복하면 머리를 깎고 제물을 바쳐야 한다(레위기 14:1-20). 정결례 과정에 있는 피부병자를 ‘날을 세는 피부병자(מצורע בימי ספרו, 메쪼라 비메 싸프로)’라고 부르며, 그는 아직 부정의 아버지이며 직접 접촉을 통해 부정을 전이시킨다.
피부병은 의류나 가죽 제품에도 발생할 수 있으며(레위기 13:47-59), 제사장은 짙은 녹색이나 짙은 붉은색 점이 곡식 반쪽 크기 이상으로 나타나면 그 물건을 이레 동안 따로 격리해야 한다. 그 후 이 부분을 긁어내거나 잘라서 태워야 하며, 이런 방법으로 해결되지 않으면 옷 자체를 태워야 한다.
피부병으로 확진된 의류는 부정의 아버지이며, 다른 사람과 그릇에 직접 접촉하거나 옮기거나, 같은 공간에 노출되면 부정을 전이시킨다.
피부병은 집에도 발생할 수 있으며(레위기 14:33-53), 제사장은 짙은 녹색이나 짙은 붉은색 점이 곡식 한 쪽 크기 이상으로 나타나면 그 집을 부정하다고 확정한다.
시일을 두고 관찰하며 색점이 나타난 부분을 긁어내거나 그 부분의 벽돌을 빼내고 다시 색점이 나타나는지 관찰하기를 반복한다.
피부병 때문에 부정한 집에 들어가거나 그 집의 벽을 만진 사람은 부정에 감염된다.

## 부정을 전이하는 방법

### 접촉(מגע, 마가아)
사람이나 그릇, 도구, 음식, 음료수가 위에서 언급한 부정의 아버지와 접촉하면 부정이 전이되며 1차 감염자가 된다(접촉의 부정 טמאת מגע, 툼앗 마가아). 이 때 부정의 아버지와 직접 육체적으로 접촉해야 하며, 중간에 아무런 사람이나 물체가 끼어들어서는 안된다.

### 옮기기(משא, 마싸)
정결한 사람이 부정한 사람이나 물건을 들어 옮기거나 다른 방법으로 이동시킬 때 부정이 전이된다(옮기기 부정). 이 부정은 부정의 요인과 직접적인 접촉이 없어도 성립된다.
자연스럽게 옮기기 부정은 사람에게만 적용된다. 랍비들은 막대기로 밀거나 수레를 차서 짐이 움직여도 부정이 전이된다고 주장한다.

### 들리기(היסט, 헤쎗)
유출병 환자가 정결한 사람이나 물건의 무게를 지탱하거나 움직이게 하면 직접적인 접촉이 없어도 부정을 전이시킨다.

### 얹기(מדרס, 미드라쓰), 앉기(מושב, 모샤브), 눕기(משכב, 미쉬카브), 올라타기(מרכב, 미르카브)
이 방법은 유출병자와 관련되어 있는데, 원래 앉을 수 있도록 만든 도구나 가구 위에 유출병자가 몸무게를 실어서 앉거나 눕거나 올라타면 부정이 전이된다. 직접 접촉이 없어도 성립한다.
유출병자가 이런 방법으로 부정을 전이시키면 일반적인 원칙과 달리 감염된 대상이 부정의 아버지가 된다. 그리고 감염된 대상은 접촉과 옮기기를 통해 다른 사람과 물건에 부정을 전이시킬 수 있다.

### 들어오기(ביאה, 비아)
피부병자와 같은 공간에 머무는 사람이나 물건은 직접적인 접촉이 없어도 부정이 전이된다. 피부병이 발견된 옷가지나 집도 마찬가지이다.
그 공간에 머물지 않고 지나가기만 하면 부정이 전이되지 않는다.

### 덮기(אהל, 오헬)
어떤 공간을 길이 1 테팍에 너비 1 테팍인 넓이 이상으로 덮었고, 그 공간에 인간의 시체와 함께 머물면 부정이 전이된다.
덮기 부정에는 세 가지가 있는데, (1) 시체가 다른 사람이나 물건을 덮는 경우, (2) 사람이나 물건이 시체를 덮을 경우, 그리고 (3) 시체가 다른 사람이나 물건과 같은 공간에 노출되었을 경우이다.

## 부정에 감염되는 대상들
부정이 전이되어 감염되는 대상으로는 사람과 물건(כלים, 켈림), 음식, 음료수가 있다. 히브리 성서에 따르면 사람과 물건은 부정의 아버지의 아버지와 부정의 아버지에 의해서 부정해질 수 있지만, 부정의 자식으로부터 영향을 받지 않는다. 오직 음식과 음료수만 부정의 자식 때문에 부정해질 수 있다. 그러나 랍비들은 좀 더 엄격한 규정을 적용해서 새로운 선포를 한다.

### 사람(אדם, 아담)
미쉬나에서 사람을 말할 때는 유대인을 가리키며, 외국인은 부정에 영향을 받지 않는다.
후대 랍비들은 모든 외국인은 유출병자와 같다고 주장했다(탈무드, 아보다 자라, 36b-37a).

### 물건(כלים, 켈림)
부정에 감염될 수 있는 물건에는 모두 7 가지가 있다.
1. 나무로 만든 도구(레 11:32)
2. 가죽으로 만든 그릇이나 도구(상동)
3. 염소 가죽으로 만든 자루(상동)
4. 뼈로 만든 도구들(탈무드, 훌린 25b)
5. 토기(레 11:33-35)
6. 금속 그릇이나 도구(민 31:32)
7. 옷(레 11:32)
8. 히브리 성서에 언급되지 않았지만 랍비들이 정결법과 관련해서 추가하여 논의하는 물건으로는 유리 그릇이 있다.

물건은 다음과 같은 부정에 감염되면 부정의 아버지가 된다.
1. 사체의 부정 때문에 부정해진 사람과 접촉한 물건은 부정해진다.
2. 금속 그릇이나 도구와 토기를 제외한 물건이 사체와 접촉하면 부정해진다.
3. 유출병자가 앉거나 누운 의자나 침대는 부정해진다.
4. 피부병에 감염된 옷이나 천은 부정해진다.

부정해진 물건이 부서지면 제 기능을 상실하면서 감염되었던 부정도 소멸되고 정결해진다. 금속이 아닌 다른 재료로 만든 그릇은 부서진 조각들을 수선하여 다시 그릇으로 만들어도 원래 부정의 영향을 받지 않지만, 금속 그릇은 다시 그릇으로 만들면 원래 부정한 상태를 유지한다.
토기를 제외한 모든 물건은 정결례장(מקוה, 미크베)에서 물에 담그면 정결해진다.
토기를 제외한 모든 물건은 부정의 아버지와 접촉하면 바깥 면과 안쪽 면의 구별없이 부정해진다. 토기는 부정의 아버지가 안쪽 면에 떨어져야 전체가 부정해지며, 토기의 바깥 면에만 접촉했다면 안쪽 면은 계속해서 정결하다. 부정의 아버지가 토기의 안쪽 면에 직접 접촉하지 않더라도 그 그릇 안쪽 공간에 있으면 그릇 전체가 부정해진다.

### 음식(אוכלין, 옥흘린)
음식에는 모두 3가지가 있다.
1. 성별하지 않은 일상적인 음식(חולין, 훌린)
2. 성별하여 바친 음식(תרומה, 테루마)
3. 지극히 거룩한 음식(קדש, 코데쉬)

음식은 사람이나 물건과 달리 부정의 아버지와 더불어 부정의 자식과 접촉해도 부정해진다. 이 때 음식은 2-4차 감염자가 된다.
부정에 감염된 음식은 다음과 같이 정도의 차이가 생긴다.
1. 성별하지 않은 일상적인 음식(훌린)은 부정에 감염되면 2차 감염자가 되지만 그 이하 3-4차 감염자는 될 수 없다. 다시 말해서 2차 감염자와 접촉해도 부정해지지 않으며 정결을 유지한다.
2. 성별하여 바친 음식(테루마)은 부정에 감염되면 3차 감염자가 되지만 그 이하 4차 감염자는 될 수 없다. 3차 감염자와 접촉해도 부정해지지 않으며 정결을 유지한다.
3. 지극히 거룩한 음식(코데쉬)은 4차 감염자가 되는 유일한 음식이다. 4차 감염자와 접촉해도 부정해지지 않으며 정결을 유지한다.

3차 감염자가 된 성별한 음식과 4차 감염자가 된 지극히 거룩한 음식은 원래 목적으로 사용할 수 없지만 다른 음식에 부정을 전이하지 않으며, 이런 음식은 무효(פסול, 파쑬)가 되었다고 부른다.
음식은 특정한 액체 7가지로 젖은 이후에만 부정에 감염될 수 있다(הכשר, 헤크쉐르; 음료수 참조).

### 음료수(משקין, 마쉬킨)
정결법과 관련된 액체는 어떤 것인가에 관해 랍비들 간에 이견이 있다. 기본적인 액체 7 가지에 관해서는 모든 랍비들이 동의한다.
1. 포도주
2. 꿀
3. 기름
4. 젖(우유)
5. 이슬
6. 피
7. 물

그 외 과일에서 나오는 과일 즙도 포함되는지 여부에 관해서는 이견이 있다.
음료수는 헤크쉐르도 필요없고 최소한의 용량도 상관없이 부정의 영향을 받는다.

## 부정을 씻는 정결례
제의적인 부정은 일반적으로 정결례장(מקוה, 미크베)에서 물에 담그면 소멸된다.
사체의 부정 때문에 부정해진 사람이나 그릇(도구)은 정해진 시기에 속죄의 물을 뿌리고 정결례장에서 물에 담그어야 한다(민 19:19).
피부병자가 회복되면 일주일에 걸친 정결례를 행한다(민 14장). 이 정결례는 새를 제물로 드리는 제사와 털 깎기와 정결례장에서 물에 담그기로 시작해서, 이레가 지난 후 다시 털을 깎고 정결례장에서 물에 담그는 것으로 끝난다.
정결례를 마치고 해 질 녁(הערב שמש, 헤에레브 쉐메쉬)이 되면 완전히 정결해지는데, 정결례를 마쳤어도 아직 저녁까지 기다리는 사람은 아직 완벽하게 정결하지 않다. 이런 사람을 ‘낮에 씻은 사람(טבול יום, 테불 욤)’이라고 부른다. 낮에 씻은 사람은 일상적인 음식에는 아무런 영향을 미치지 않고 둘째 십일조를 먹을 수 있지만, 성별한 음식이나 지극히 거룩한 음식에 접촉하면 부정을 전이시키며, 3차 감염자로 만든다. 낮에 씻은 사람은 ‘여인들의 뜰’보다 더 안으로 들어갈 수 없다.
일반적인 정결례를 시행하고도 성전에 제물까지 바쳐야 정결해지는 사람들도 있다. 유출병에 걸린 남자와 여자, 피부병자, 그리고 아이를 낳은 여자가 그들이다. 이들은 정결례를 마치고 그 다음날 제물을 바쳐야 하며, 제사가 끝날 때까지는 완벽하게 정결하지 않다(מחוסרי כפורים, 메후쓰레 킵푸림). 이들은 제사가 끝날 때까지 성전에 출입할 수 없으며 거룩한 음식을 먹을 수 없다.

## 정결법과 관련된 사후처리
부정한 사람이 성전에 들어오면 이스라엘 공동체에서 끊어지며(כרת, 카렛), 신께 버림받고 죽게 된다(레 19:20).
부정한 물건을 성전에 들여오면 채찍질을 벌로 받는다.
성별한 음식(테루마)이나 지극히 거룩한 음식(코데쉬)이 부정해지면 제물로 바칠 자격이 무효(파쑬)가 되며 불로 태워야 한다(레 7:19). 지극히 거룩한 음식과 둘째 십일조가 부정해지면 불에 태워야 한다. 성별한 제물이 부정해지면 제물로는 쓸 수 없지만 불쏘시개나 등잔 기름으로 사용할 수 있다.
부정한 사람은 성별한 음식이나 지극히 거룩한 음식을 먹을 수 없다.

## 판단이 불분명한 부정
어떤 사람이나 그릇/도구가 부정하게 만드는 요인에 노출되었는지 불분명한 경우에는 의심이 드는 한 엄격하게 판단해야 한다(ספק אסור לחמרא, 싸펙 이쑤르 레후므라).
이러한 경우 의심이 드는 상황이 개인적인 영역에서 나타났다면 부정하고, 공공 영역에서 나타났다면 정결하다. 
부정하다는 의심은 상황을 묻고 대답을 들을 수 있을 만큼 지성이 있는 사람일 때만 성립된다.

## 같이 보기
- 탈무드
- 미슈나